# Jolanta Marzec
Jolanta Marzec, z d. Wieczorek (ur. 16 czerwca 1967) – polska lekkoatletka, sprinterka, medalistka mistrzostw Polski.

## Kariera sportowa
Była zawodniczką Zawiszy Bydgoszcz.
W 1990 zdobyła brązowy medal mistrzostw Polski seniorek w biegu na 200 metrów, w 1995 zajęła na mistrzostwach Polski 4. miejsce w biegu na 400 metrów.
Jej rekordy życiowe wynoszą: na 200 metrów - 24,35 (8.07.1990), na 400 metrów - 54,61 (16.06.1991).